# Artisornis moreaui
Artisornis moreaui е вид птица от семейство Cisticolidae. Видът е критично застрашен от изчезване.

## Разпространение
Видът е разпространен в Мозамбик и Танзания.